# Hans Fraungruber
Hans Fraungruber (* 26. Jänner 1863 in Obersdorf, Steiermark; † 7. August 1933 in Wien) war ein österreichischer Schriftsteller.

## Leben
Hans Fraungruber wuchs im steirischen Salzkammergut bei seiner Großmutter auf, ehe er mit sechs Jahren nach St. Pölten zu seinen Eltern kam. Hier war der Vater als Postmeister tätig. Das Gymnasium besuchte Fraungruber in Seitenstetten. Anschließend ging er an die Lehrerbildungsanstalt nach Salzburg und nach St. Pölten. 1881 war er zunächst in Christofen bei Neulengbach als Lehrer beschäftigt, ehe er von 1884 bis zu seiner Pensionierung in Wien tätig war. Er lehrte zunächst an der Volksschule Stumpergasse in Wien-Mariahilf, von 1909 bis 1917 an der Volksschule Gumpendorfer Straße 4, ebenfalls in Mariahilf. Zuletzt war er dort Direktor.
Hans Fraungruber heiratete 1895 Maria von Ittersheim. Er wohnte in der Fillgradergasse 5 in Wien-Mariahilf. In den Ferien hielt er sich meist in Bad Mitterndorf auf und blieb zeit seines Lebens dem Salzkammergut verbunden.
1917 übernahm Fraungruber die Redaktion der Zeitschrift Das deutsche Volkslied und war nach dem Ersten Weltkrieg als Beamter des Unterrichtsministeriums Mitglied des Lesebuchausschusses. Er war Herausgeber von Gerlachs Jugendbücherei.
Fraungruber starb nach schwerem Leiden im Wiener Krankenhaus der barmherzigen Brüder. Er wurde auf dem Wiener Zentralfriedhof (33A-1-32) bestattet und erhielt dort ein ehrenhalber gewidmetes Grab.

## Leistung
Hans Fraungruber war ein steirischer Mundartdichter, der nach dem Vorbild Peter Roseggers volkstümliche Gedichte und heitere Kurzgeschichten verfasste. Außerdem betätigte er sich als Volksliedforscher. Einige seiner Gedichte wurden vertont. Bedeutend war seine Tätigkeit auf dem Gebiet des Kinder- und Jugendbuches. Hier gab er zahlreiche Bücher für die Jugend heraus, wirkte an Schulbüchern mit und war im Sinne der Propagierung des wertvollen Jugendbuches wirksam.

## Ehrungen
Fraungruber erhielt 1917 den Bauernfeld-Preis. In Obersdorf befindet sich neben seinem Geburtshaus Nr. 29 ein Gedenkstein. Sein Freund Sebastian Kasperer richtete 1931 in seinem Haus in Mitterndorf ein Fraungruber-Stüberl ein, in dem zahlreiche Erinnerungsstücke aufbewahrt werden und sich ein Porträt-Relief des Dichters befindet. Auch am Kurhaus in Bad Aussee befindet sich eine Gedenktafel. In Wien erhielt Fraungruber neben seinem bereits erwähnten Ehrengrab 1935 eine Gedenktafel an der Volksschule Gumpendorfer Straße 4, an der er gewirkt hatte, das mit einem Porträtrelief von J. Podeprel geschmückt ist. 1937 wurde die Fraungrubergasse in Wien-Meidling nach dem Schriftsteller benannt.

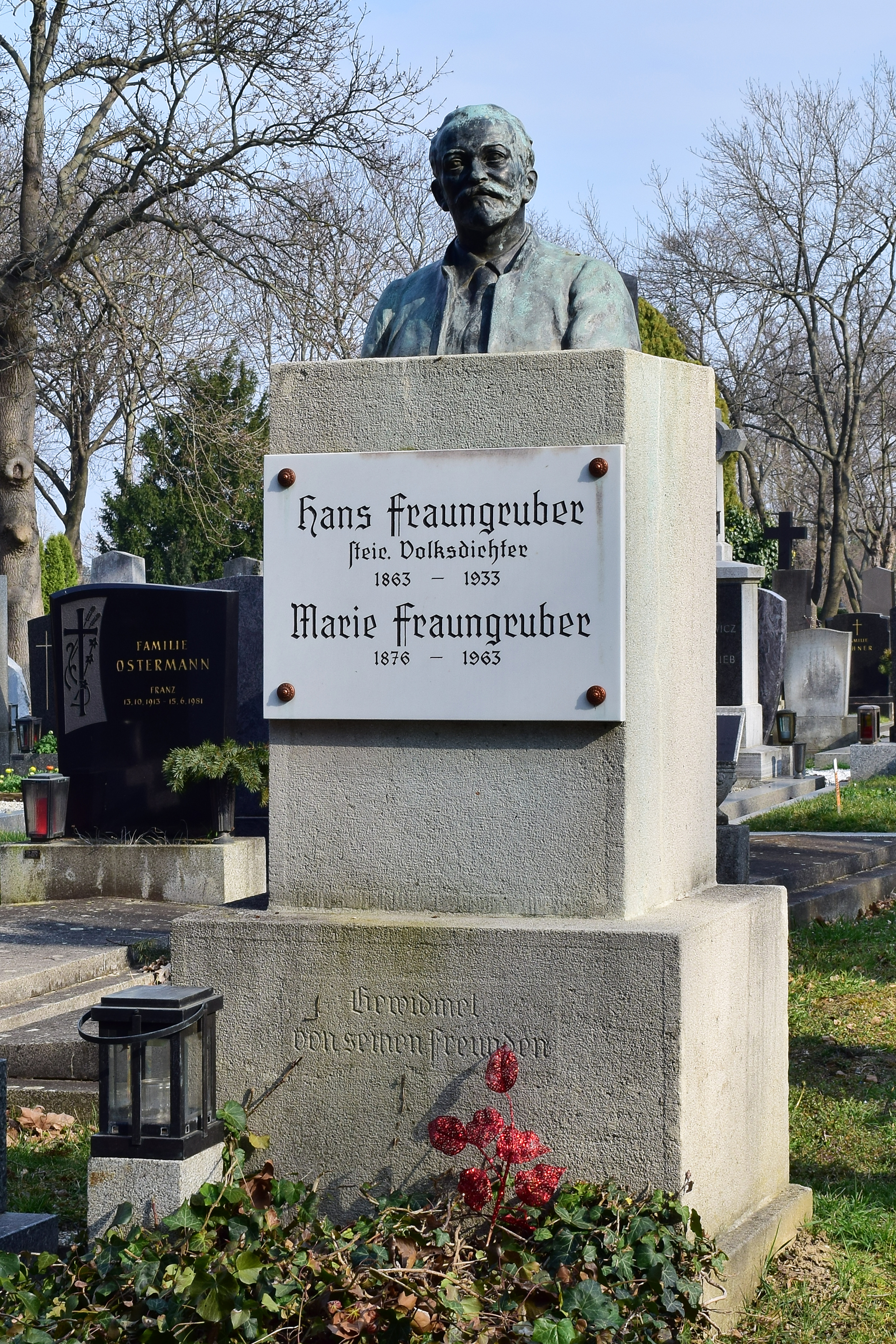
Grabstätte von Hans Fraungruber

## Werke
- Gedichte in steirischer Mundart. 1895 (Erweiterte Neuausgabe Leykam, Graz 1924)
- Ausseer G’schichten. Erzählungen und Schwänke. Reclam, Leipzig 1901
- In da Muattasprach. Eine Auswahl mundartlicher Dichtungen. Konegen, Wien 1913
- Neue Ausseer Geschichten. Wila, Wien 1921
- Aus dem steirischen Salzkammergut. Gedichte und Erzählungen. A. Hartleben’s, Wien 1926 – Österreichische Bücherei 23/2A
- Erzherzog Johann und die Postmeisterstochter. Geschichtliches Heimatspiel in 6 Aufzügen. Leuschner & Lubersky, Graz 1929
- Meine Bergbauern. Ernste und heitere Volksgestalten aus dem Ausseer Landl. Österreichischer Bundesverlag, Wien 1930
- Spaßhafte Geschichten. Loewes Verlag Ferdinand Carl, Stuttgart 1952
- Land und Leut. Gedichte aus dem steirischen Salzkammergut. Leykam, Graz 1979
- Österreichisches Sagenkränzlein. Loewes Verlag Ferdinand Carl, Wien-Stuttgart-Leipzig, o. J.